# 托马斯·法雷尔
托马斯·弗朗西斯·法雷尔（英語：Thomas Francis Farrell，1891年12月3日—1967年4月11日）是美国陆军少将，在一战、二战中均有服役。他在曼哈顿计划中经莱斯利·格罗夫斯亲手提拔担任副指挥将军，并出任现场作业负责人（Chief of Field Operations）。